# Simeria
Simeria (maďarsky Piski, německy Fischdorf, česky Pišky) je město v rumunské župě Hunedoara. Město obývá přibližně 11 tisíc obyvatel a je významným železničním uzlem se seřaďovacím nádražím. Simeria leží na soutoku řek Strei a Maruše, asi 15 km severně od Hunedoary a 10 km východně od Devy.

## Administrativní členění
Pod Simerii náleží šest vesnic:
- Bârcea Mare (Nagybarcsa)
- Cărpiniș (Gyertyános)
- Simeria Veche (Ópiski) – Stará Simeria
- Sântandrei (Szentandrás) – Svatý Ondřej
- Șăulești (Sárfalva)
- Uroi (Arany)

## Doprava
Skrz Simerii prochází páteřní rumunská železniční trať Arad – Brašov – Bukurešť a odbočují zde tratě do Târgu Jiu (přes Petroșani) a do Hunedoary. Součástí obvodu stanice je seřaďovací nádraží, depo a dílny.
Severně od centra města prochází dálnice A1 (E68). Městem rovněž prochází hlavní rumunská silnice DN7 (E79).

## Galerie

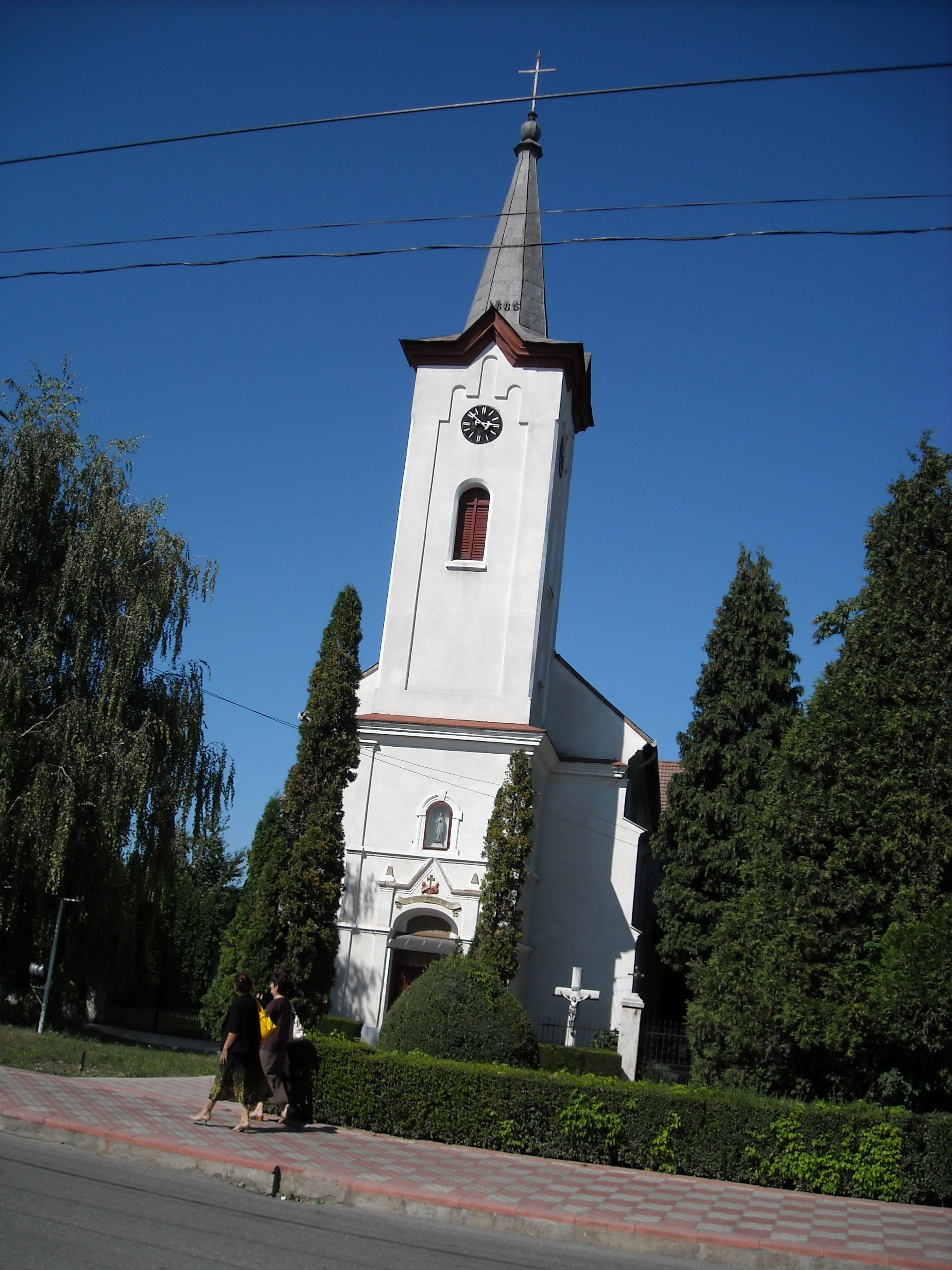
Katolický kostel
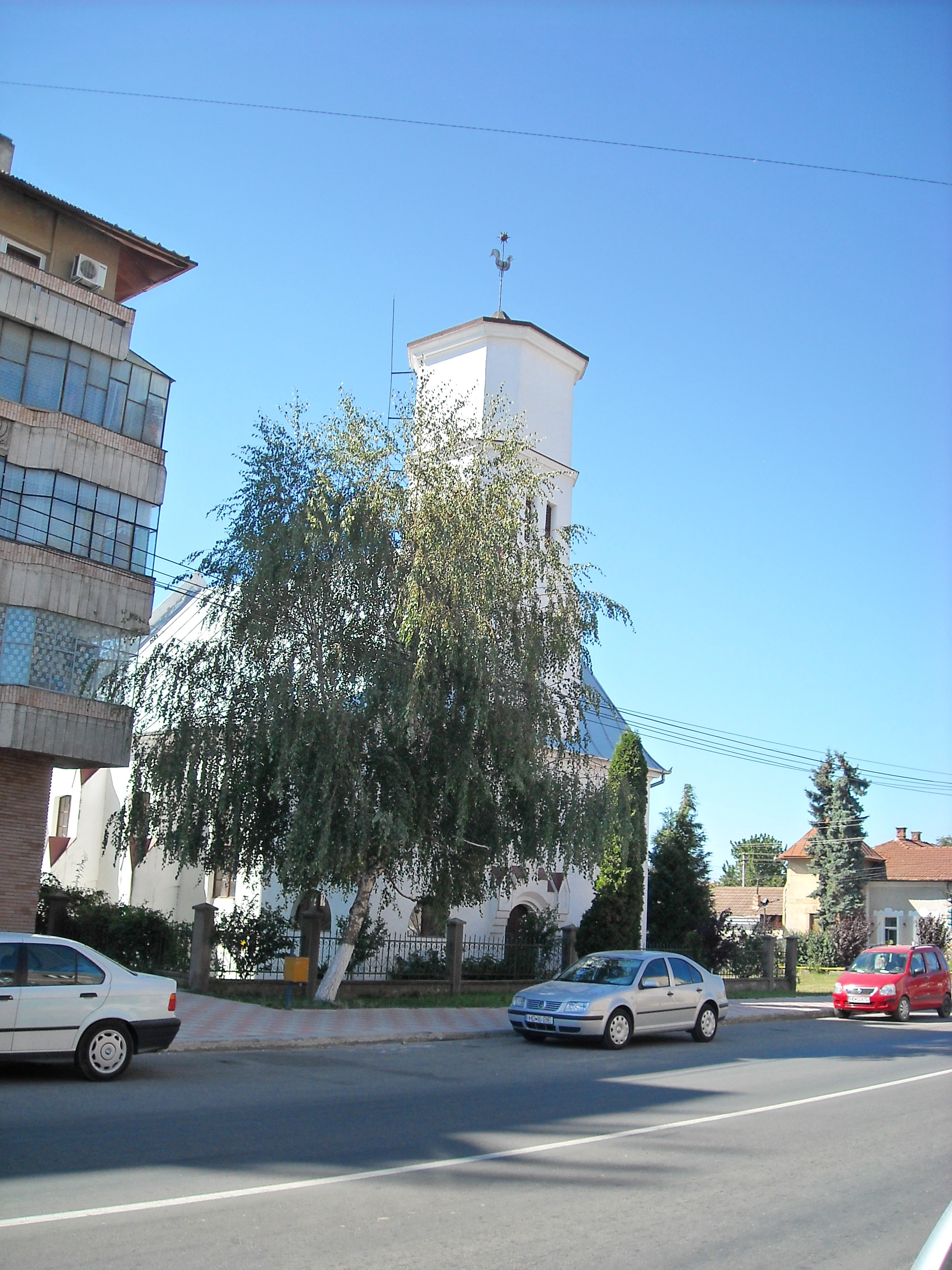
Protestantský kostel
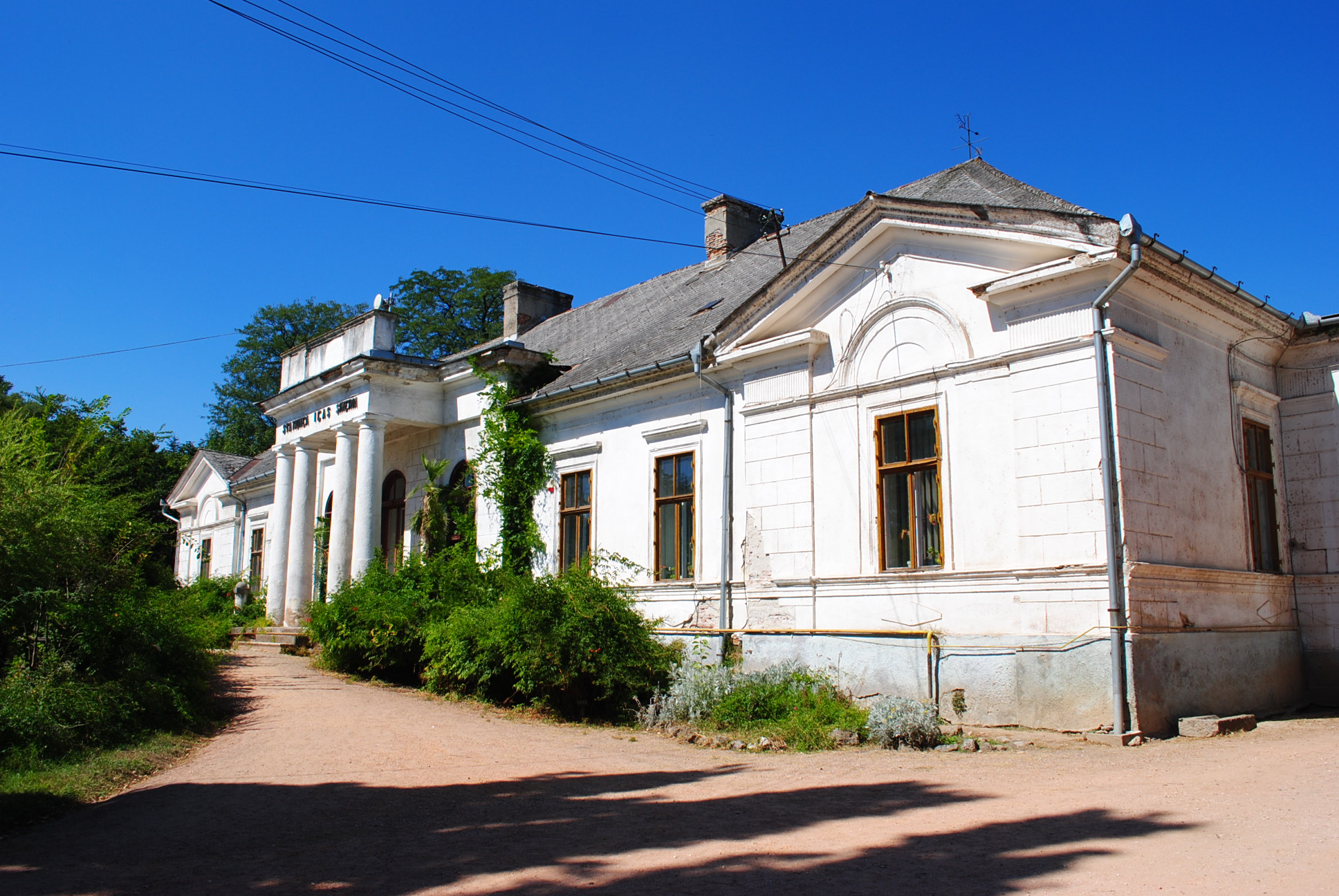
Vila Bély Faye
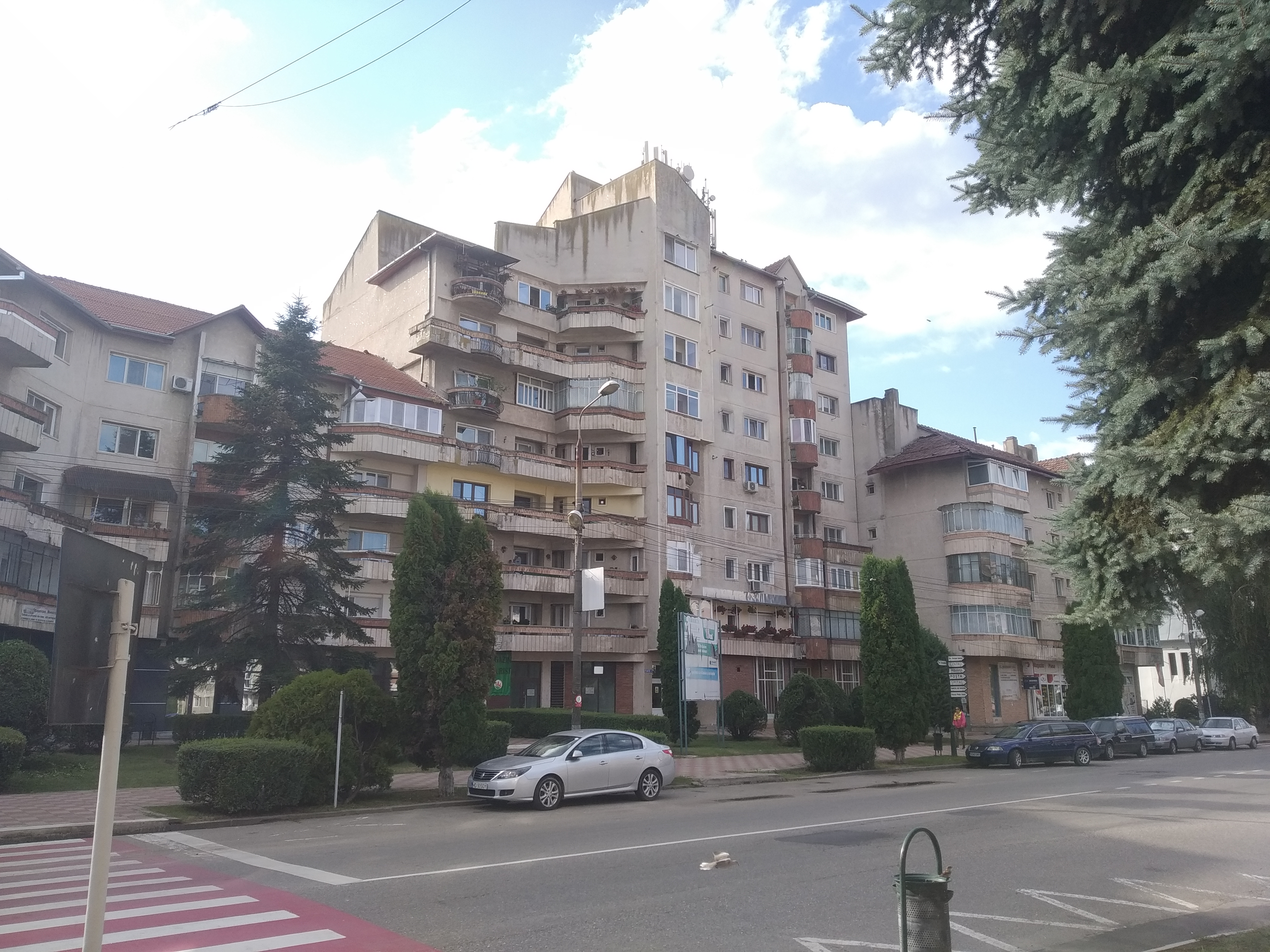
Obytné bloky
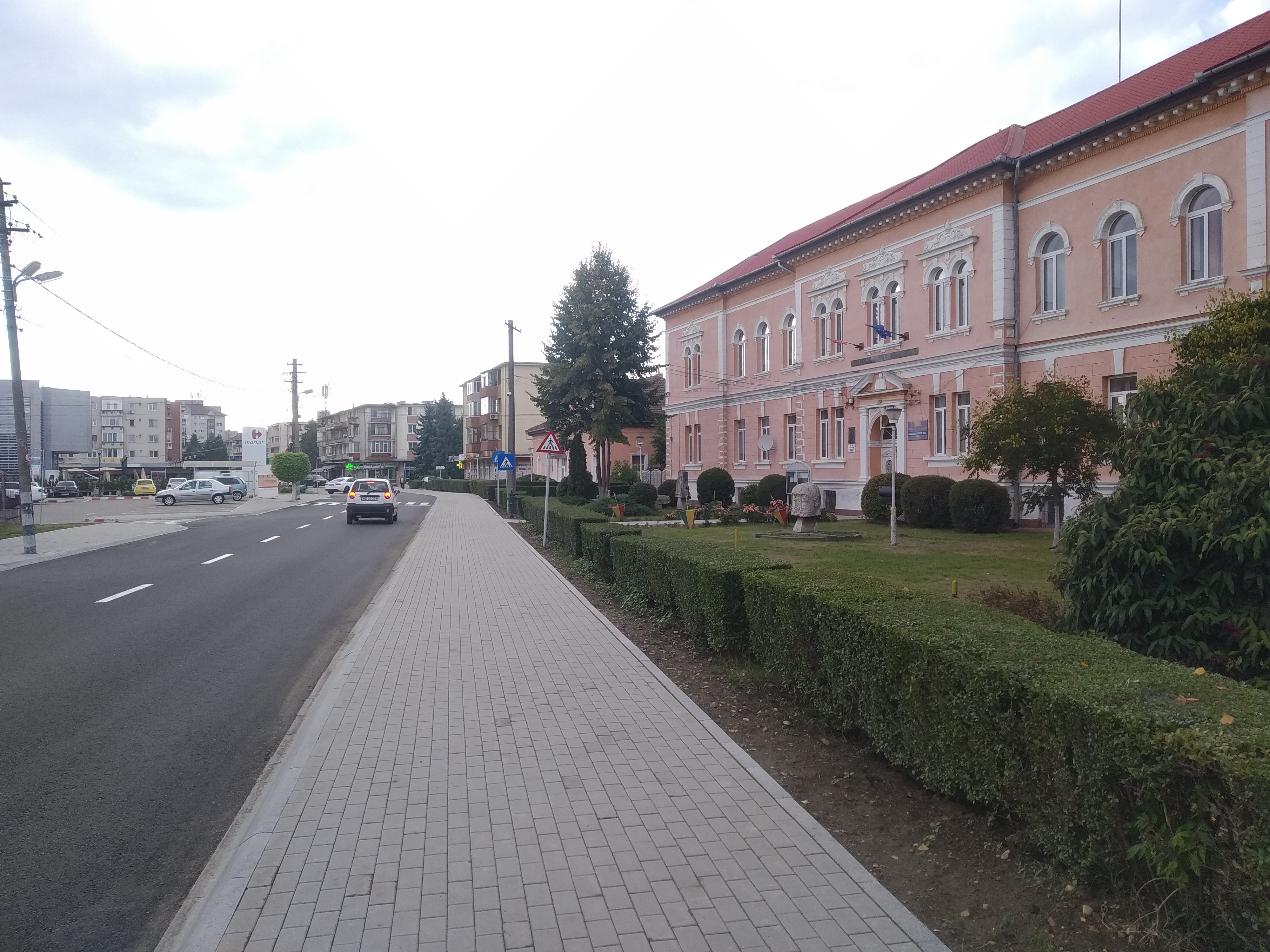
Ulice ve středu města
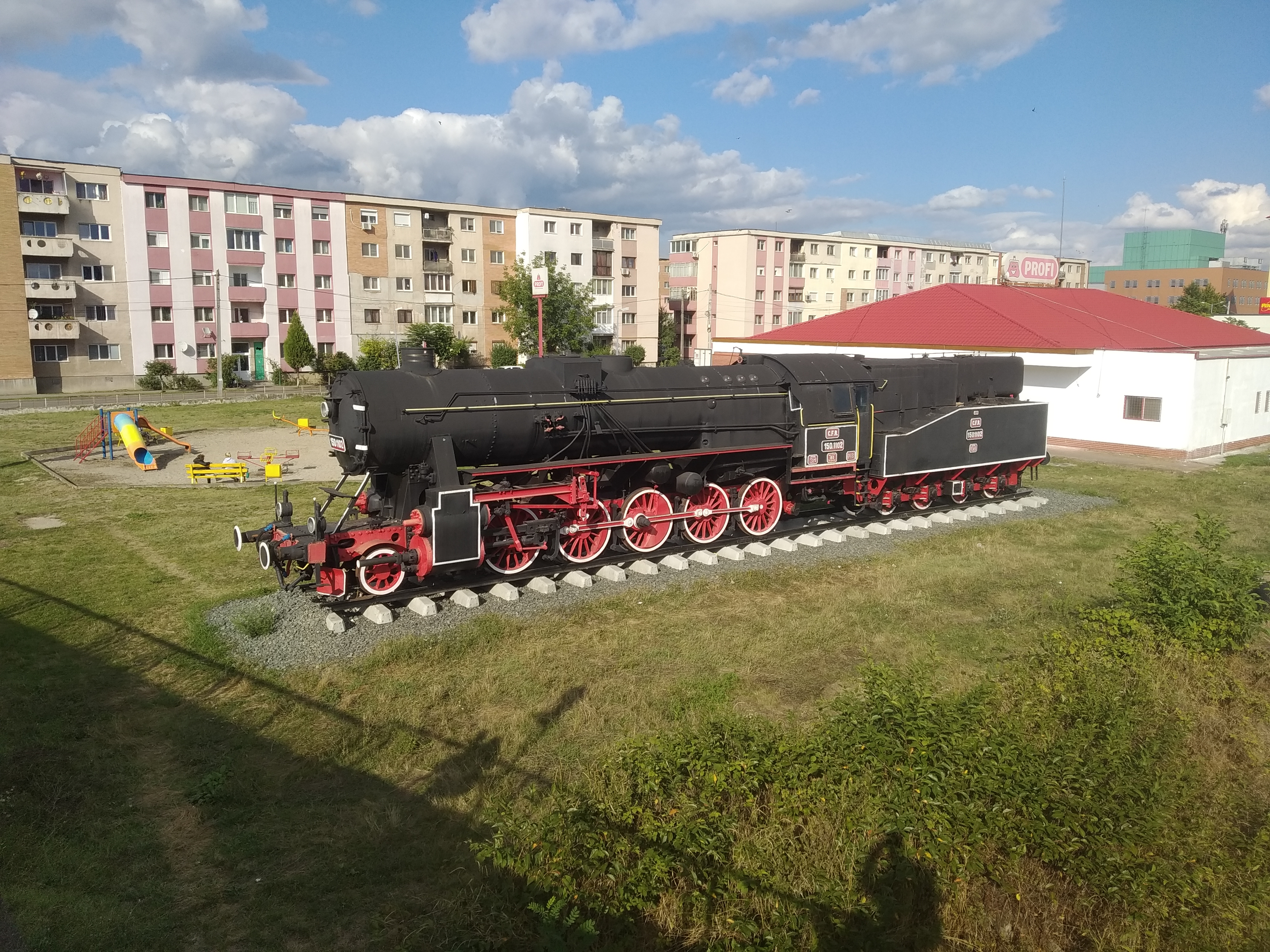
Památník parní lokomotivy u nádraží
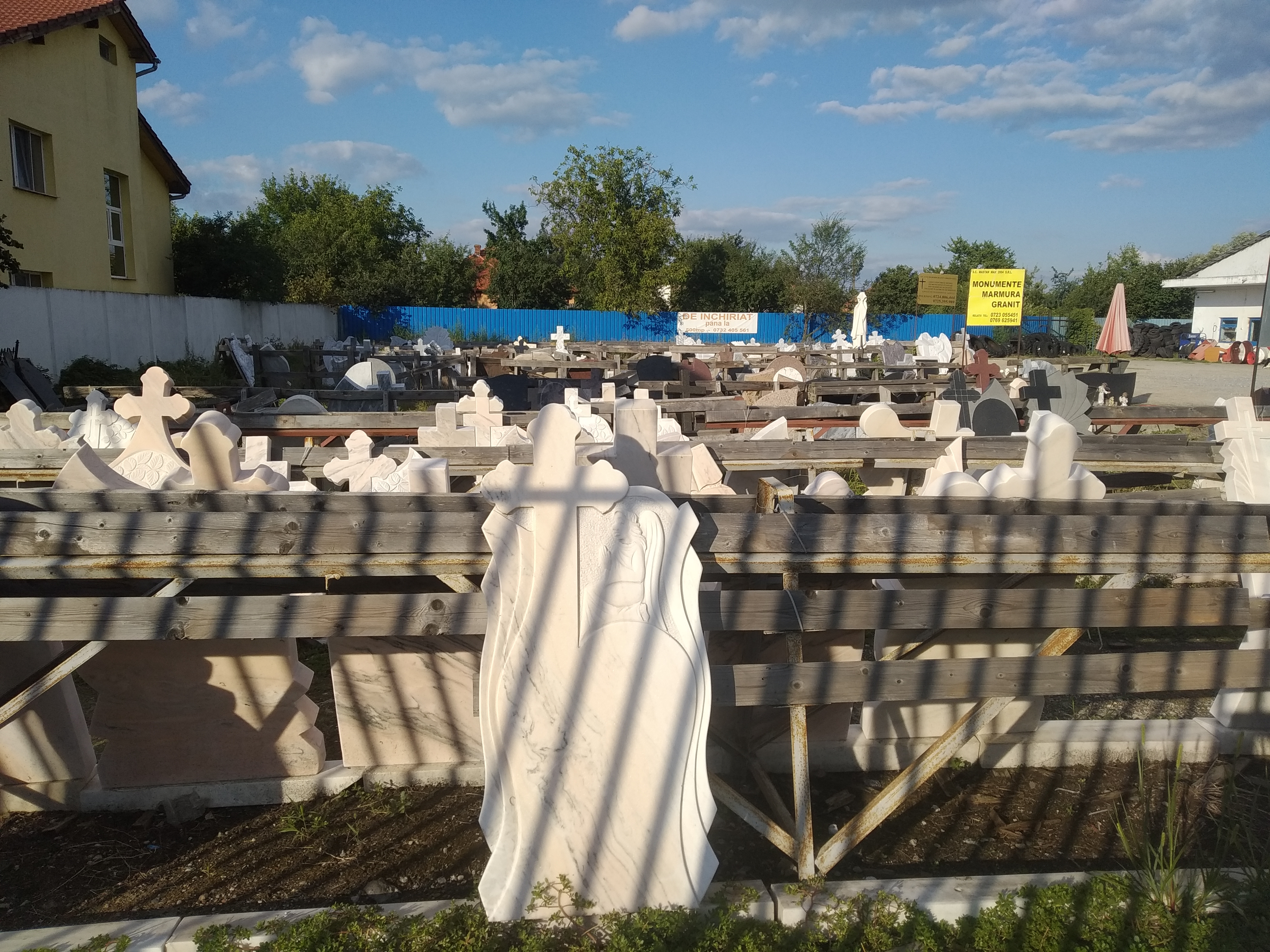
Obchod s náhrobními kameny
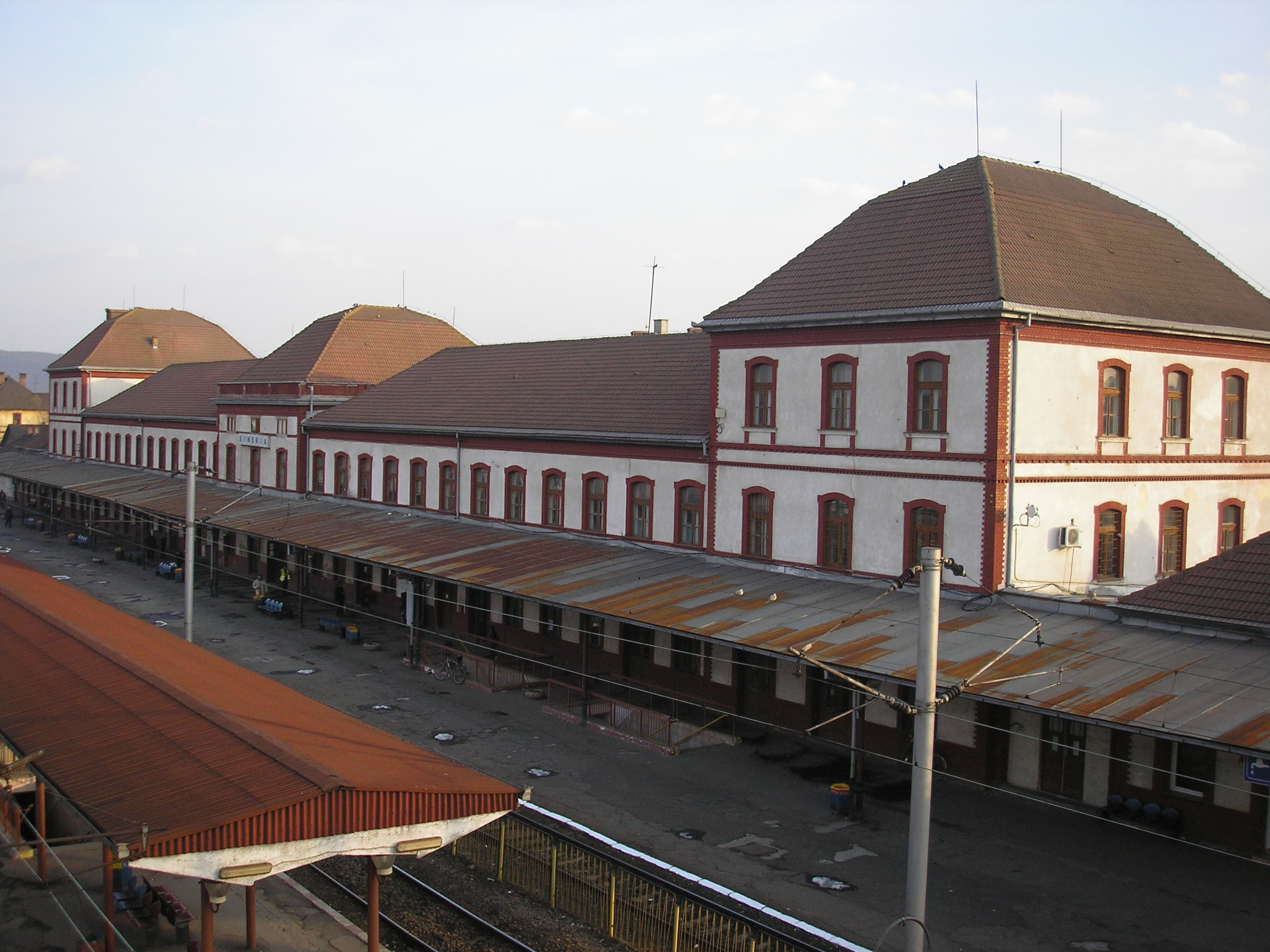
Nádraží Simeria
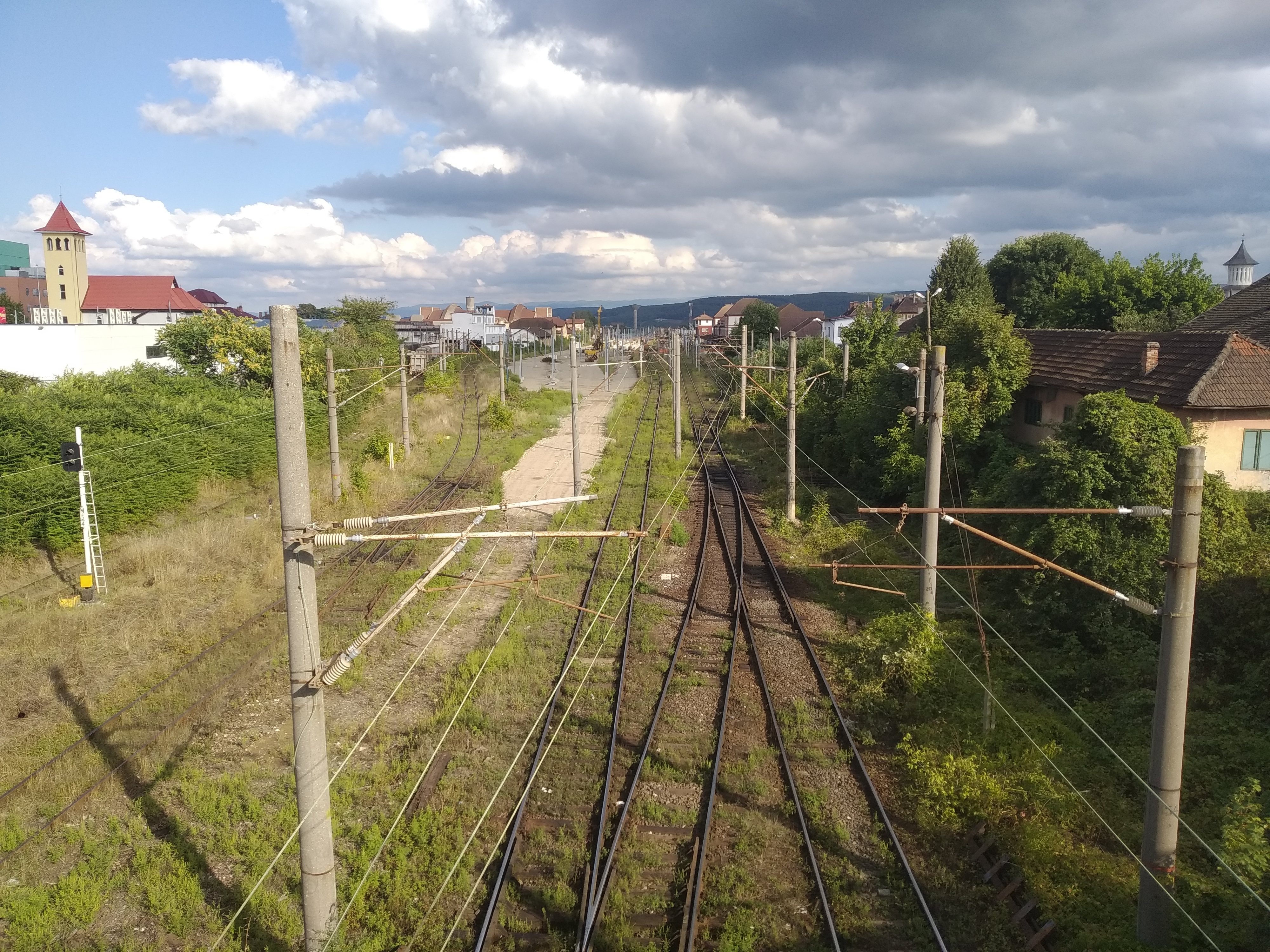
Kolejiště nádraží
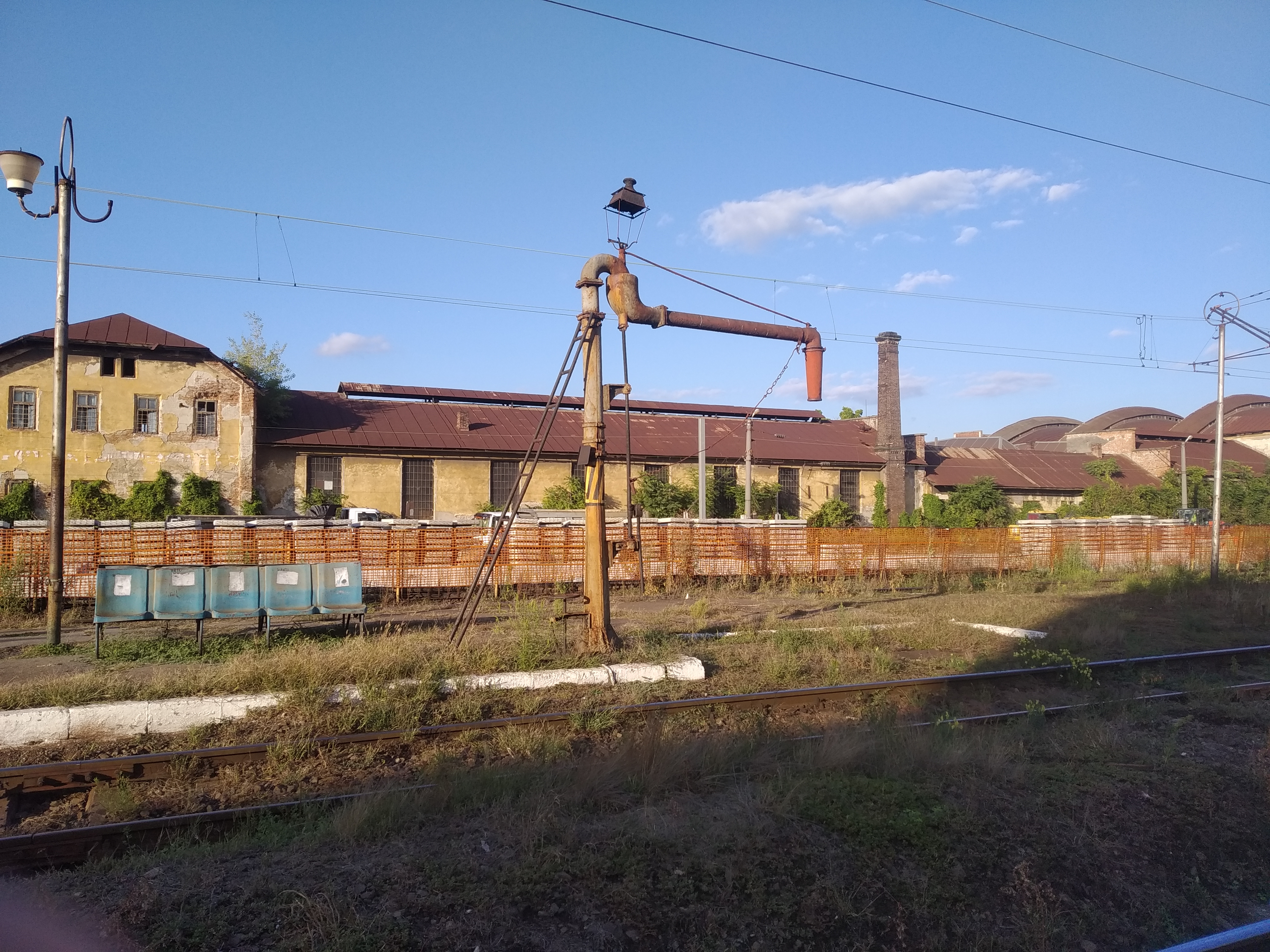
Vodní jeřáb ve stanici
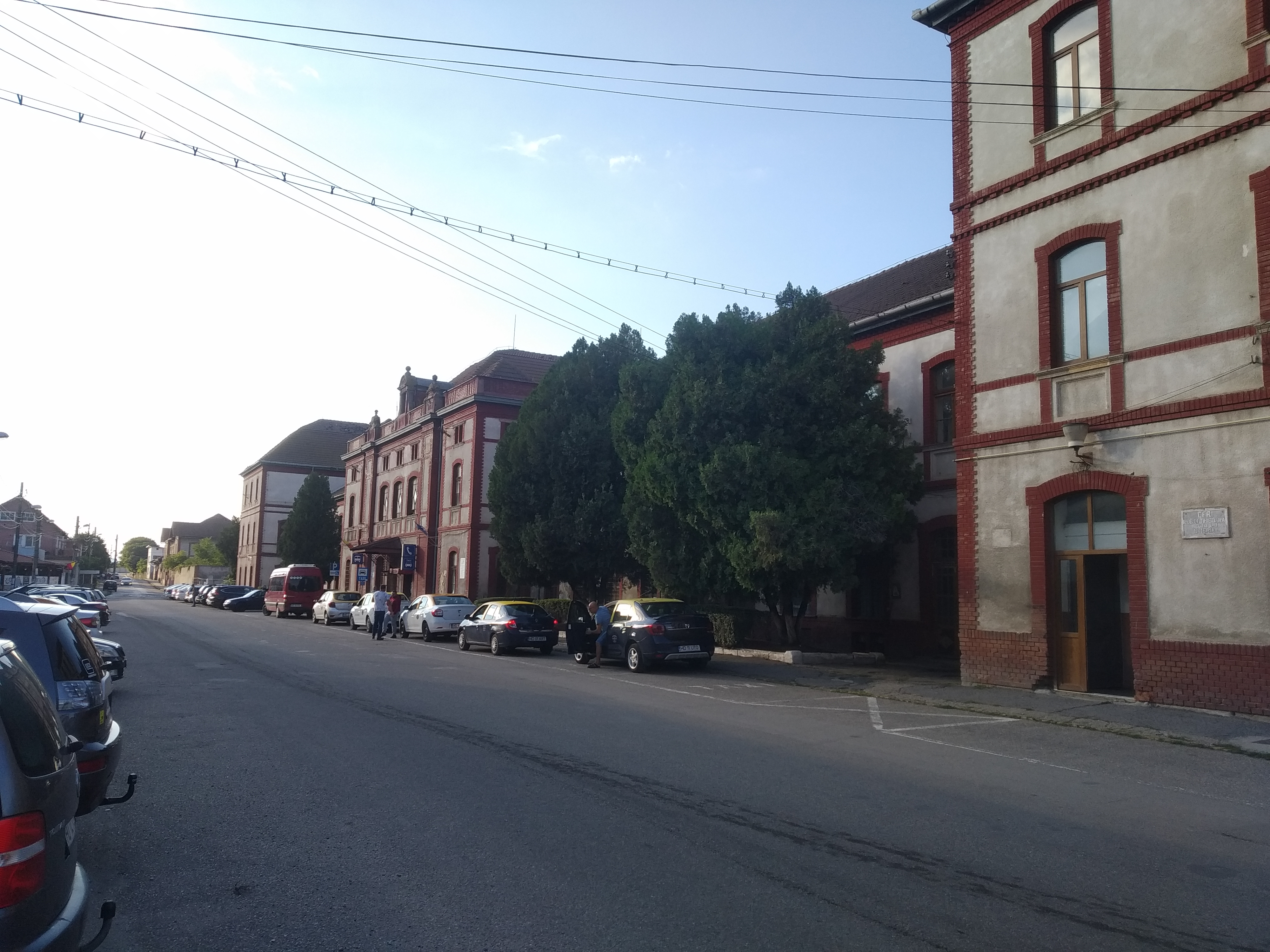
Prostor před nádražím
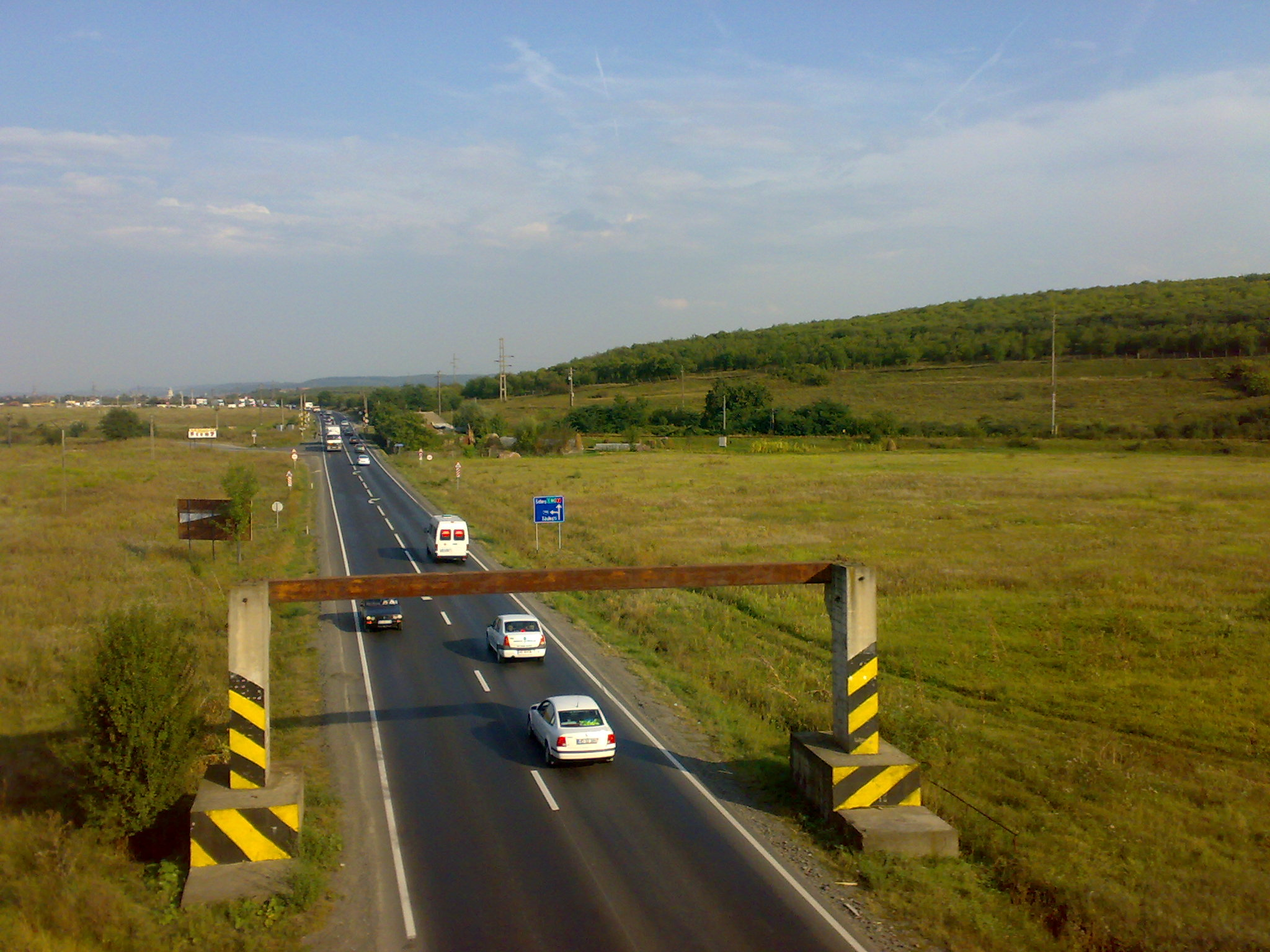
Hlavní silnice DN7 u Simerie
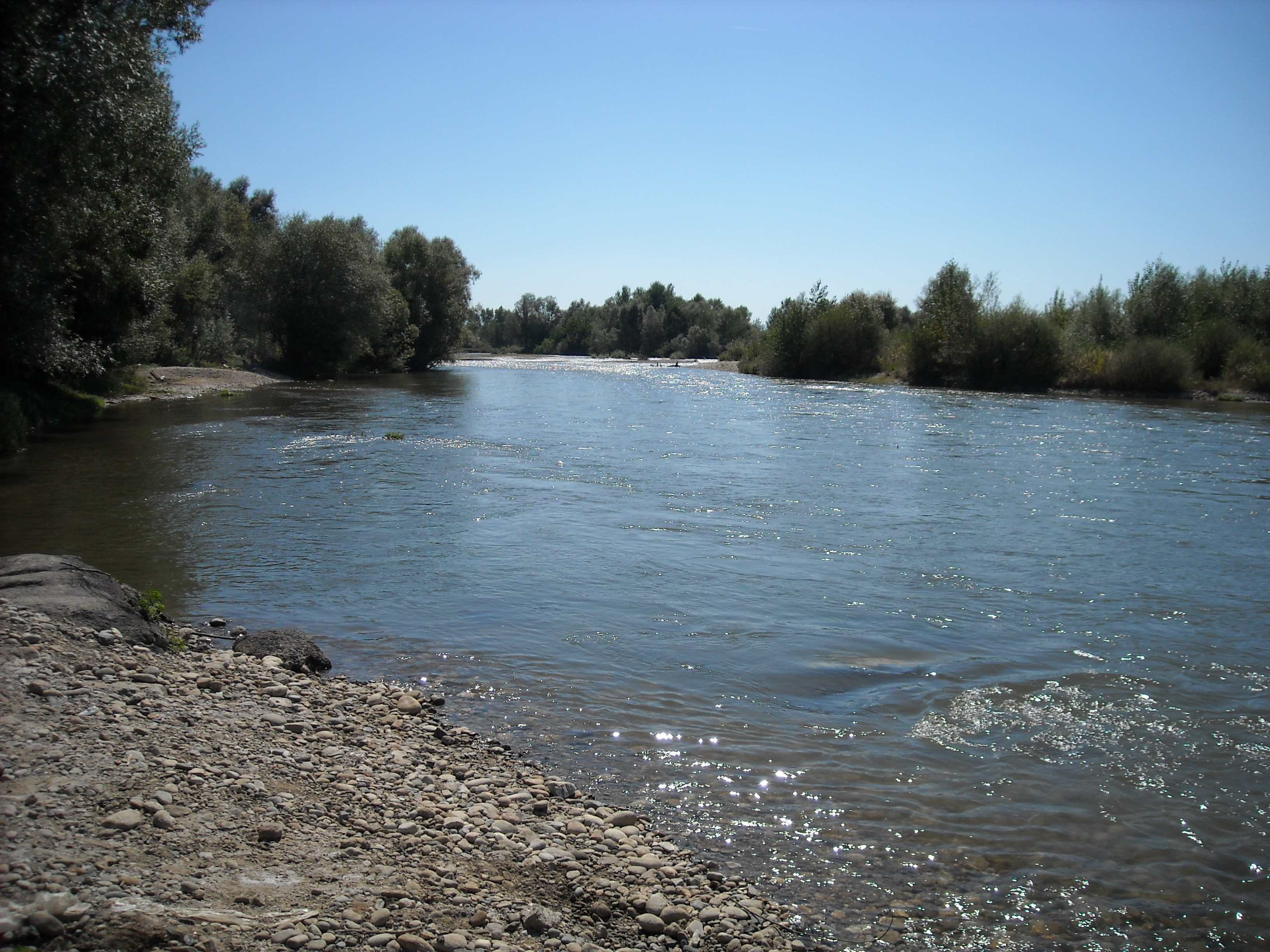
Maruše u Simerie